# 弱连接理论
弱连接也是一种人际关系，从社交互动的频率来看，人际关系可以简单划分为强连接和弱连接。在讨论这个话题之前，首先要讨论人际关系，这种关系是时间，情感强度，亲密感，相互倾诉和表征每个关系的相互服务的线性组合，利用这种关系的强弱和频率度可以判断是否是弱连结。
顾名思义， 强连接就是和此人亲密的朋友，搭档或者客户，彼此人生的交集很多，产生的互动机会也多，但是兩人之间的社交范围很小，这里的范围指代距离或者空间范围。
相反，弱连接的接受对象可能很多，社交空间很广，但是交流互动几率很少，造成这种现象存在的因素和时间、精力或者利益相关性有关。
根据马克·格兰诺维特的研究，他发现弱连接的人反倒比那些亲密的朋友产生更大的价值，强连接在这一过程处于劣势。与一个人的工作和事业关系最密切的社会关系并不是“强连接”，而常常是“弱连接”。“弱连接”虽然不如“强连接”那样稳固，但在当今信息数据化的社会中却有低成本和高回报的传播效率。比如微博和Instagram。